# Colonia el Pedregal, Michoacán de Ocampo
Colonia el Pedregal är en ort i Mexiko.   Den ligger i kommunen Tuxpan och delstaten Michoacán de Ocampo, i den södra delen av landet, 140 km väster om huvudstaden Mexico City. Colonia el Pedregal ligger 1 819 meter över havet och antalet invånare är 482.
Terrängen runt Colonia el Pedregal är kuperad. Runt Colonia el Pedregal är det ganska tätbefolkat, med 116 invånare per kvadratkilometer. Närmaste större samhälle är Heróica Zitácuaro, 16,6 km sydost om Colonia el Pedregal. Omgivningarna runt Colonia el Pedregal är en mosaik av jordbruksmark och naturlig växtlighet.